# Gaetano Semeraro
Gaetano Semeraro (Mottola, 24 agosto 1848 – Roma, 9 marzo 1923) è stato un giurista italiano.

## Biografia
Laureatosi in giurisprudenza all'Università Federico II di Napoli, ha inizialmente intrapreso la carriera di magistrato. In seguito ha conseguito l'insegnamento di istituzioni di diritto romano nell'Università di Roma, dove è stato nominato rettore nel 1896-97. È stato anche deputato nella XX legislatura del Regno d'Italia, eletto nel collegio di Castellaneta.
Tra le sue principali opere si segnalano La dottrina del ius restitutionis nei suoi principii e nella sua applicazione alla legislazione italiana (1875), Della condizione giuridica e politica dei militari nel diritto romano (1876), le Lezioni di storia del diritto romano (1889-1904), nonché le Lezioni di istituzioni di diritto romano (1905).